# Küselska huset

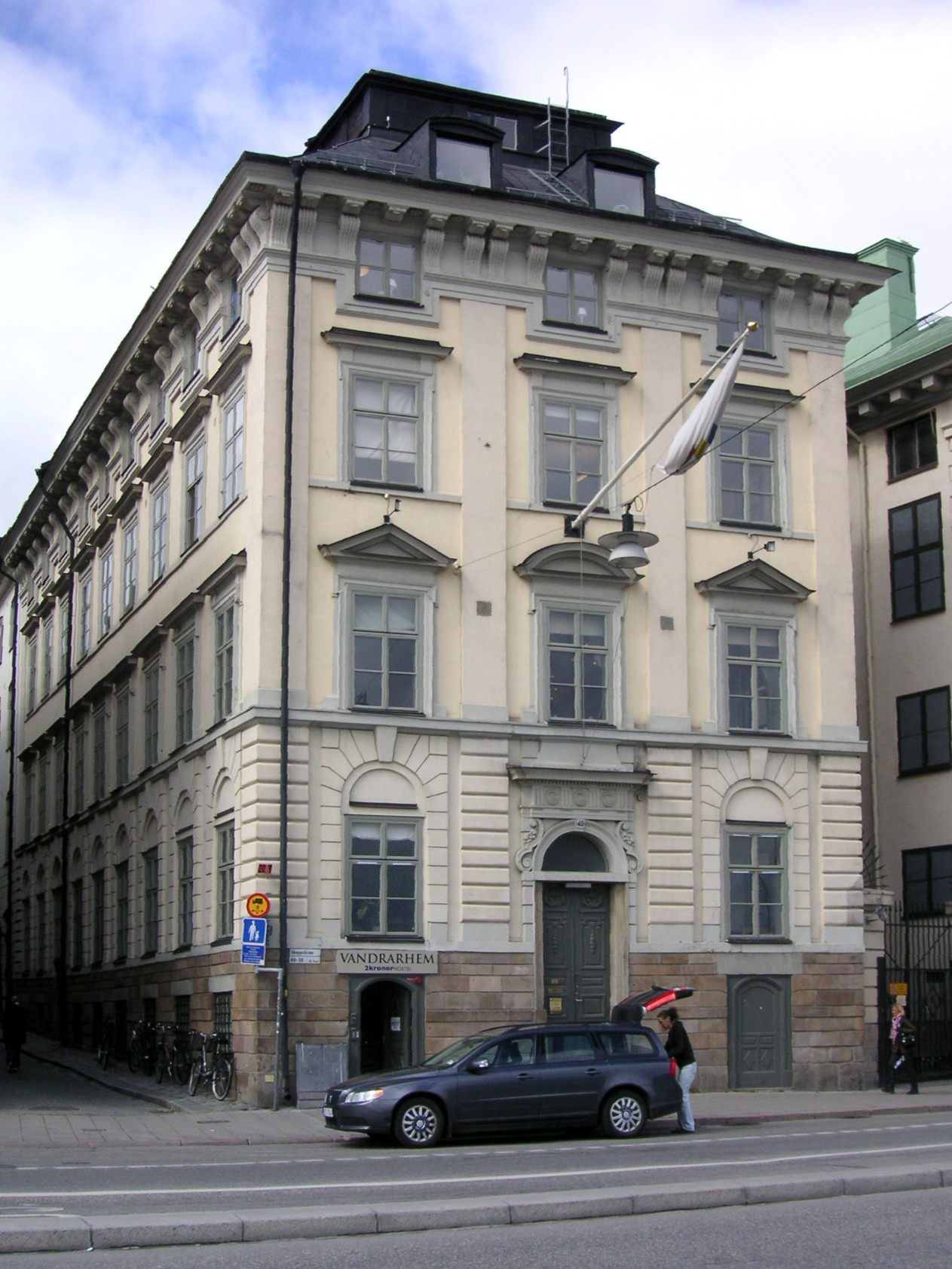
Küselska huset i maj 2009.

Küselska huset, även Eliaesonska huset, är en byggnad i kvarteret Argus vid Skeppsbron 40 i Gamla stan och ligger granne med Tullhuset i samma kvarter. 

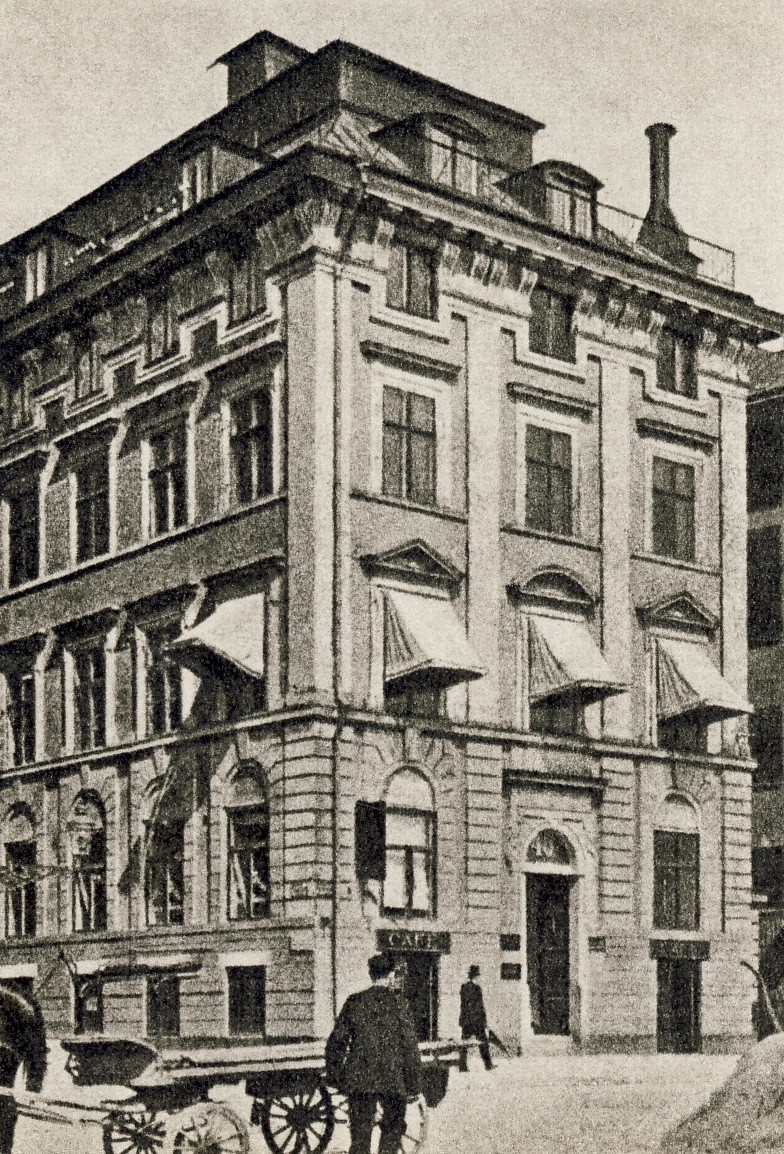
"Küselska huset" vid 1800-talets slut.

## Bakgrund
Huset uppfördes 1701 efter ritningar av arkitekt Nicodemus Tessin d.y. Byggherre och beställare var grosshandlaren Roland Eliaeson, som räknades till Stockholms rikaste män vid 1600-talets slut. Vid 1700-talets mitt köptes fastigheten av Carl Gottfried Küsel, son till grosshandlaren Simon Fredrik Küsel. På C.G. Küsels tid hade företaget Küsel och Wahrendorff sitt kontor i huset och resten av byggnaden disponerades av Küsel och hans stora familj. 
Byggnadens fasader är gestaltade i romersk barock, där pilastrar ger en kraftig vertikalverkan. Den höga bottenvåningen framträder rustik och bryts upp av lisener och fönsteromfattningar samt en cirka två meter hög sockel som är klädd med ljusbrun sandsten. Fasaden i övrigt är avfärgat i ljust gulvit kulör. Takfoten och taklisten går rakt genom attikavåningens fönster som senare utvidgats och integrerats i volutformade takkonsoler. På 1950-talet fanns rumsinteriörer med landskapsmålade väggar kvar. Ursprungligen fanns även barocksal och senare 1700-talsinredningar.
Under 2018 har bland annat ett vandrarhem, Måleriföretagen i Sverige (f.d. Målaremästarna), Glasbranschföreningen och ett par advokatbyråer sina lokaler i denna fastighet.

## I populärkultur
Küselska huset användes mellan 1992 och 2002 i SVT-såpan Rederiet, som exteriör för rederiet Dahléns huvudkontor.